# Phaeogenes nigratus
Phaeogenes nigratus là một loài tò vò trong họ Ichneumonidae.